# Peter Harring
Peter Harring (* 27. Dezember 1938 in Villach; † 21. November 2013 in Klagenfurt) war ein österreichischer Politiker (FPÖ) sowie Bankdirektor. Er war von 1994 bis 1999 Mitglied des österreichischen Bundesrates und von 1979 bis 1991 Gemeinderat in Klagenfurt.

## Ausbildung und Beruf
Harring besuchte zwischen 1945 und 1949 die Volksschule in Sattendorf am Ossiacher See und absolvierte danach von 1949 bis 1957 das Bundesrealgymnasium in Villach. Er studierte im Anschluss ab 1957 Rechtswissenschaften an der Universität Graz und promovierte 1961 in Graz zum Doktor der Rechte (Dr. iur.). Nach dem Ende seines Studiums trat Harring 1961 in den Dienst der Finanzlandesdirektion Klagenfurt, wo er bis 1965 beschäftigt war. Danach wechselte er im Jahr 1965 zum Raiffeisenverband Kärnten, wo er als Personalchef, Kreditreferent und Marketingleiter eingesetzt wurde und diese Tätigkeiten bis 1983 ausübte. In der Folge wurde er 1983 schließlich zum Geschäftsleiter der Raiffeisen-Bezirksbank Klagenfurt ernannt.

## Politik und Funktionen
Harring gehörte zwischen 1979 und 1991 als Mitglied dem Gemeinderat der Landeshauptstadt Klagenfurt an. Er vertrat die FPÖ Kärnten vom 21. April 1994 bis zum 7. April 1999 an und war von 1996 bis 1998 Vorsitzender im Wirtschaftsausschuss des Bundesrates. Er war des Weiteren von 1998 bis 1999 Vorsitzender im Ausschuss für wirtschaftliche Angelegenheiten und fungierte von 1996 bis 1999 als stellvertretender Ausschussvorsitzender im Finanzausschuss. Zudem war er Mitglied im Außenpolitischen Ausschuss, Mitglied im Ausschuss für Wissenschaft und Forschung, Mitglied im Ausschuss für auswärtige Angelegenheiten, Mitglied im Ausschuss für wirtschaftliche Angelegenheiten, Mitglied im Ständigen gemeinsamen Ausschuss im Sinne des § 9 des Finanz-Verfassungsgesetzes 1948 und Mitglied im EU-Ausschuss. Er war danach ab 1999 Vizepräsident des Bundesseniorenbeirates beim Bundesministerium für soziale Sicherheit und Generationen und war stellvertretender Bundesvorsitzender und Mitbegründer der unabhängigen Seniorenplattform. 2001 wurde er von Jörg Haider zum Seniorenbeauftragten des Landes Kärnten bestellt. 2009 zog er sich von der Senioren-Plattform zurück und kandidierte bei der Gemeinderatswahl in Klagenfurt erneut für die FPÖ, wobei er für eine zukünftige Zusammenführung der freiheitlichen Seniorenverbände plädierte.

## Tod
In der Nacht vom 21. auf den 22. November 2013 starb Peter Harring in Klagenfurt an einer Herzerkrankung.

## Auszeichnungen
- Großes Silbernes Ehrenzeichen für Verdienste um die Republik Österreich (2005)[2]